# Los Angeles Dodgers
Los Angeles Dodgers – profesjonalna drużyna baseballowa, występująca w zachodniej dywizji National League ligi Major League Baseball. Siedziba drużyny mieści się w Los Angeles w stanie Kalifornia. Siedmiokrotny zwycięzca w World Series.

## Historia

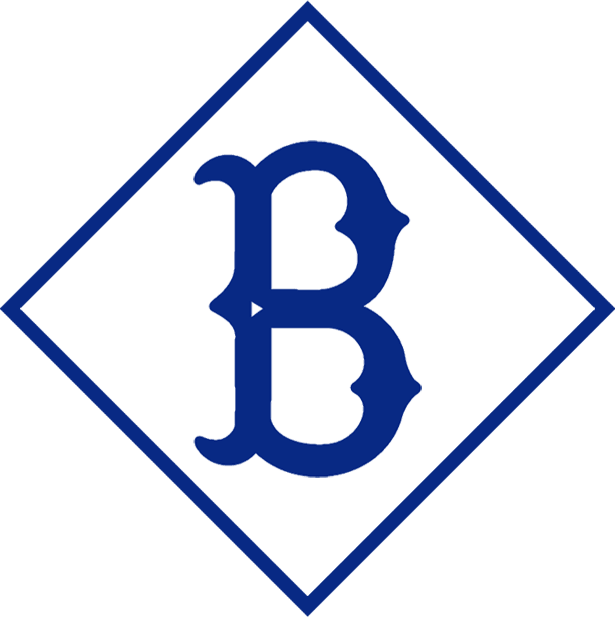
Logo Brooklyn Dodgers z lat 1910–1913.

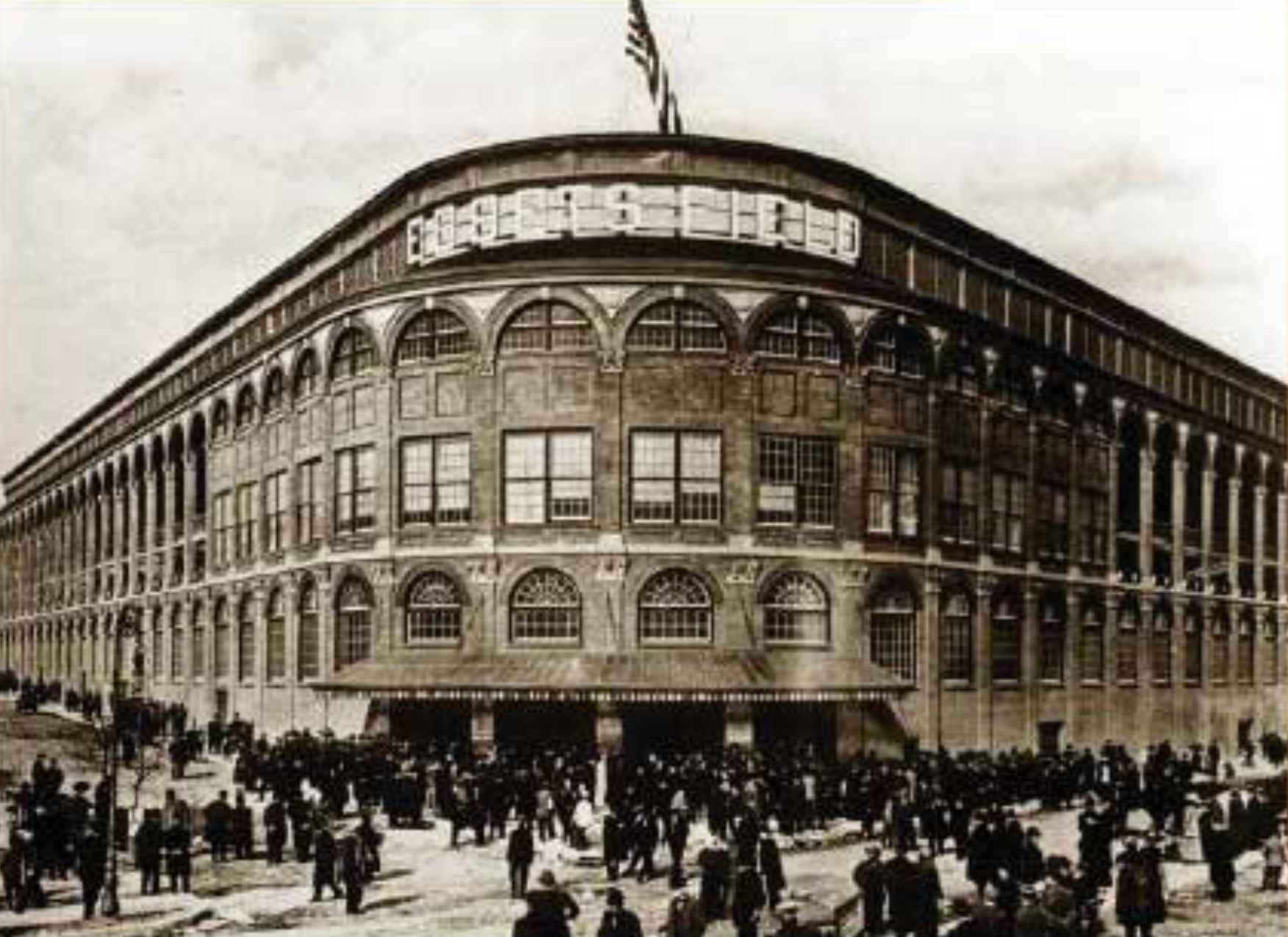
Wejście główne na stadion Ebbets Field.

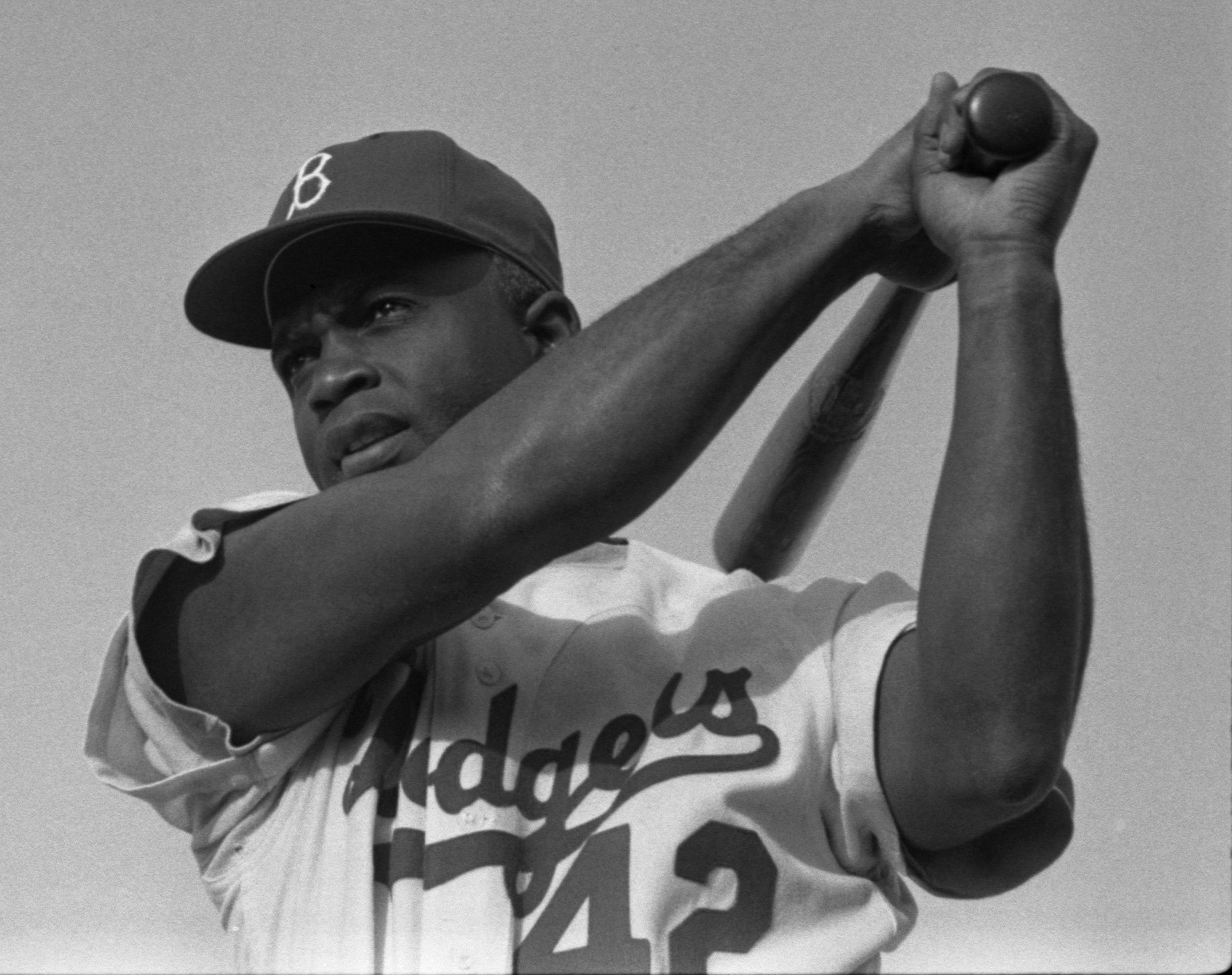
Jackie Robinson – pierwszy afroamerykanin w MLB w XX wieku, zawodnik Brooklyn Dodgers w latach 1947–1956.

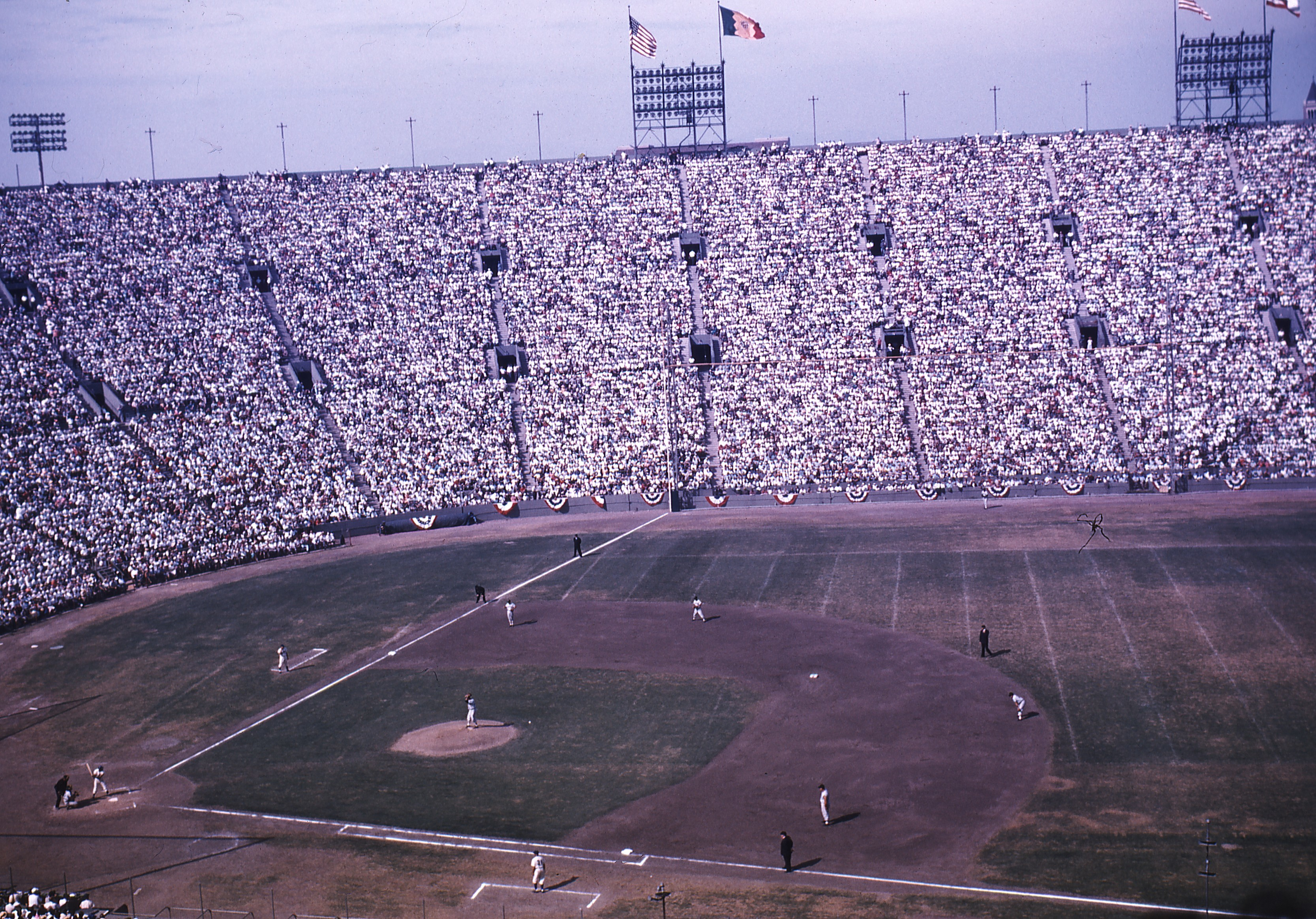
Los Angeles Memorial Coliseum podczas World Series w 1959 roku.

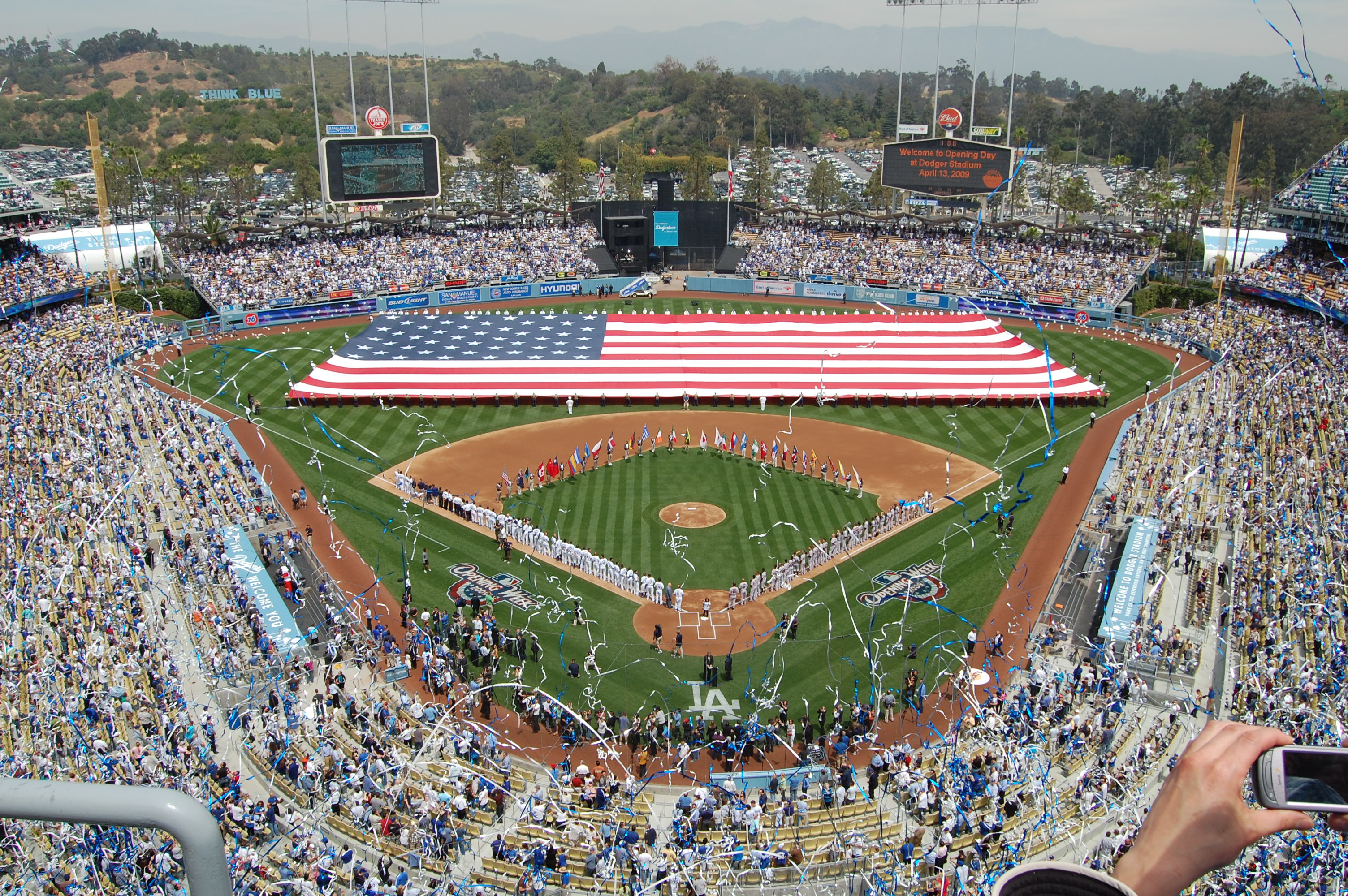
Mecz otwarcia sezonu 2009 na Dodger Stadium.

Logo zespołu znajdujące się na czapkach zawodników.

Powstanie Dodgers datuje się na 1883 rok, kiedy to w Nowym Jorku założono Brooklyn Base Ball Club. Klub posiadał kilka nieoficjalnych przydomków (Brooklyn Atlantics 1883–1884, Brooklyn Grays 1885–1887, Brooklyn Bridegrooms/Grooms 1888–1898, Brooklyn Trolley Dodgers (w 1891 skrócona do Dodgers), Brooklyn Superbas 1899–1910, Brooklyn Robins 1914–1931). 22 stycznia 1932 przyjął oficjalną nazwę Brooklyn Dodgers. W 1955 klub po raz pierwszy w historii zwyciężył w World Series, pokonując New York Yankees w siedmiu meczach. Klub z Brooklynu od momentu powstania, mecze domowe rozgrywał na kilku stadionach: Washington Park (I) (1884–1890), Ridgewood Park - tylko mecze niedzielne (1886–1889), Washington Park (II) (1898–1912), i Ebbets Field (1913–1957).
W 1957 właściciel Brooklyn Dodgers Walter O'Malley nie doszedł do porozumienia z władzami miasta w sprawie nabycia gruntów pod nowy obiekt w Brooklynie i rok później przeniósł siedzibę klubu do Los Angeles. Początkowo zespół grał na Los Angeles Memorial Coliseum, jednak w 1962 oddano do użytku nowy obiekt Dodger Stadium. W 1959 zespół po raz drugi wygrał mistrzostwo, pokonując w World Series Chicago White Sox. W latach sześćdziesiątych XX wieku Dodgers dwukrotnie zdobywali mistrzostwo; w 1963 zwyciężyli nad New York Yankees 4–0, zaś w 1965 nad Minnesota Twins 4–3.
W 1981 klub z Los Angeles zdobył piąty tytuł w historii, pokonując w World Series New York Yankees 4–2. Siedem lat później zespół typowany był przez ekspertów do zajęcia czwartego miejsca w dywizji. Mimo to Dodgers z najlepszym bilansem 94–67 w Western Division i po pokonaniu New York Mets w National League Championship Series 4–3, awansowali do World Series, gdzie odnieśli zwycięstwo nad Oakland Athletics 4–1.
W marcu 2012 roku drużyna stała się własnością Guggenheim Baseball Management, której współudziałowcem jest Magic Johnson, były koszykarz Los Angeles Lakers.
W sezonie 2013 Dodgers zwyciężając nad Arizona Diamondbacks 7–6 w meczu rozegranym 19 września, zapewnili sobie mistrzostwo dywizji NL West; jako czwarty zespół w historii MLB, zajmując ostatnią pozycję 1 lipca – po Boston Braves (1914), New York Mets (1973) i Seattle Mariners (1995) – zajął pierwsze miejsce na koniec sezonu zasadniczego.
30 kwietnia 2014 zwycięstwo Dodgers w meczu międzyligowym z Minnesota Twins było 10 000. wygraną w historii klubu.

## Sukcesy
| Tytuł                                               | Liczba | Rok |
| --------------------------------------------------- | ------ | --- |
| World Series                                        | 8      | 1955, 1959, 1963, 1965, 1981, 1988, 2020, 2024 |
| National League National League Championship Series | 25     | 1890, 1899, 1900, 1916, 1920, 1941, 1947, 1949, 1952, 1953, 1955, 1956, 1959, 1963, 1965, 1966, 1974, 1977, 1978, 1981, 1988, 2017, 2018, 2020, 2024 |
| National League West Division                       | 22     | 1974, 1977, 1978, 1981, 1983, 1985, 1988, 1995, 2004, 2008, 2009, 2013, 2014, 2015, 2016, 2017, 2018, 2019, 2020, 2022, 2023, 2024                   |

## Zastrzeżone numery

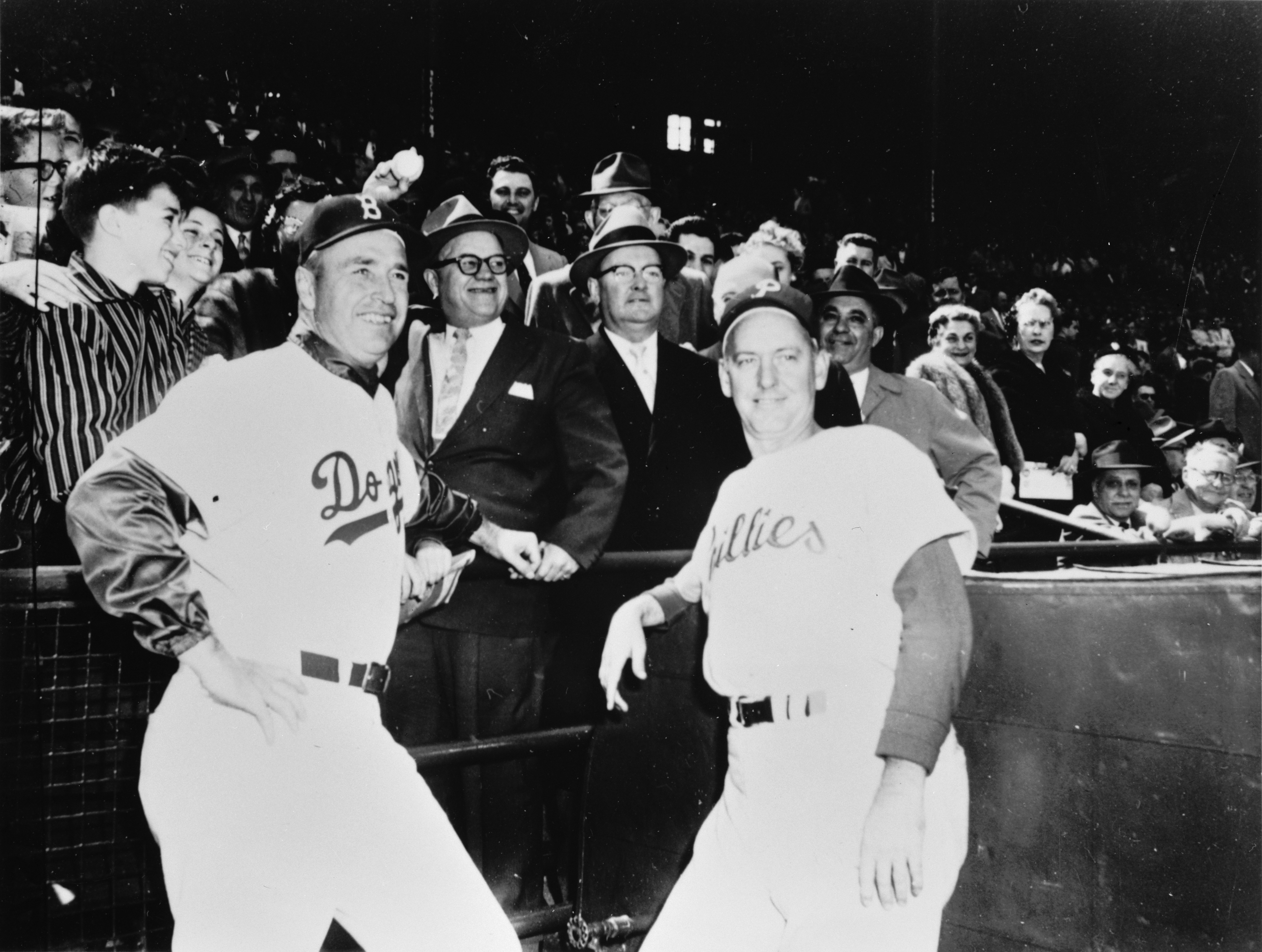
Walter Alston (z lewej) jako menadżer Dodgers wygrał cztery razy World Series, w tym raz podczas gdy zespół miał swoją siedzibę w Nowym Jorku.

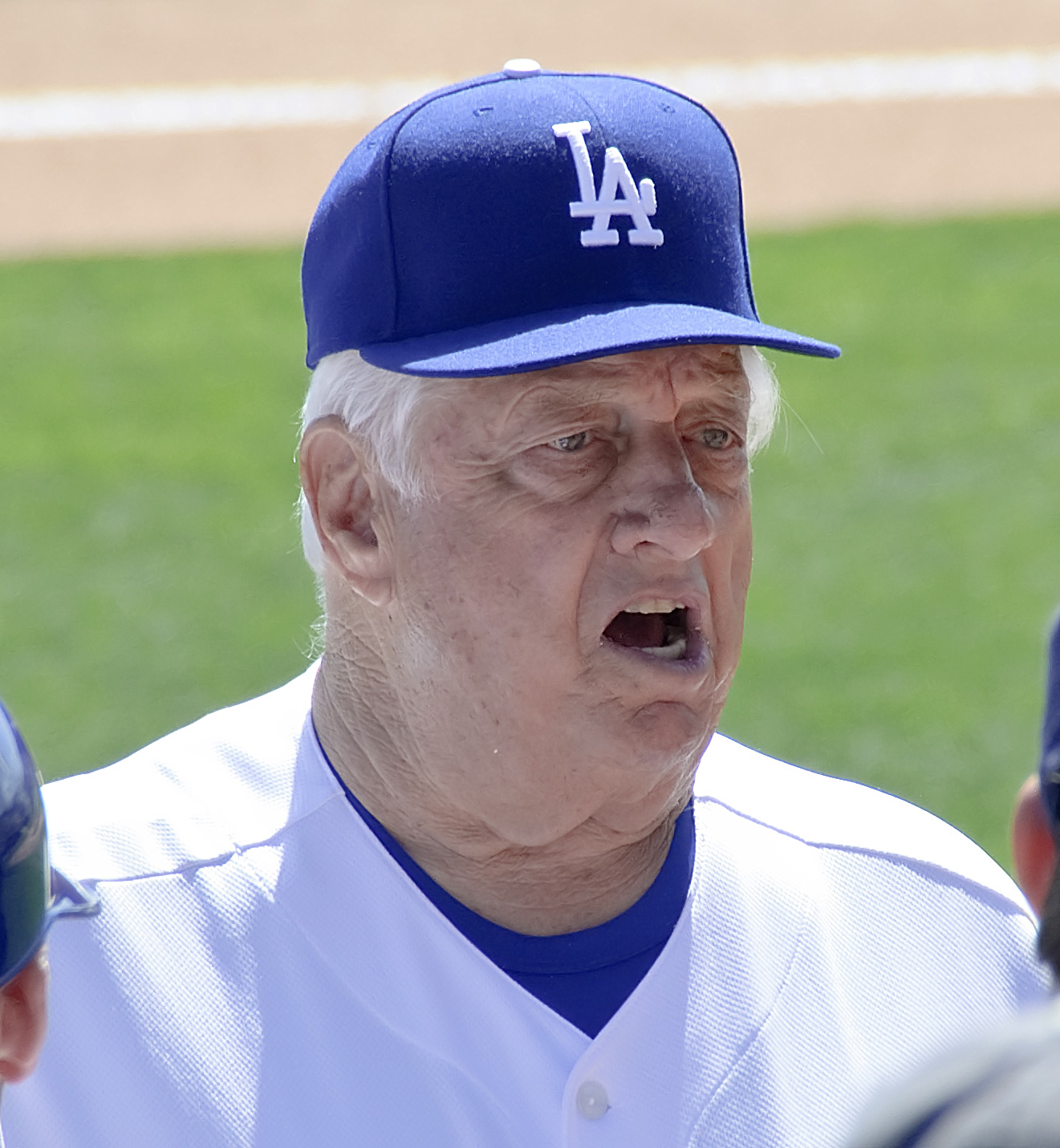
Tommy Lasorda jako menadżer Dodgers wygrał dwa razy World Series.

Od 1997 numer 42 zastrzeżony jest przez całą ligę ku pamięci Jackie Robinsona, który jako pierwszy Afroamerykanin przełamał bariery rasowe w Major League Baseball.
| Numer | Zawodnik                                                                                               | Zastrzeżony          |
| ----- | --- | -------------------- |
|       | Pee Wee Reese – łącznik, zawodnik Dodgers w latach 1940–1942, 1946–1958, członek Baseball Hall of Fame | 1 lipca 1984         |
|       | Tommy Lasorda – menadżer Dodgers w latach 1976–1996, członek Baseball Hall of Fame                     | 15 sierpnia 1997     |
|       | Duke Snider – środkowozapolowy, zawodnik Dodgers w latach 1947–1962, członek Baseball Hall of Fame     | 6 lipca 1980         |
|       | Jim Gilliam – drugobazowy i trzeciobazowy, zawodnik Dodgers w latach 1953–1966                         | 10 października 1978 |
|       | Don Sutton – miotacz, zawodnik Dodgers w latach 1966–1980 i 1988                                       | 14 sierpnia 1978     |
|       | Walter Alston – menadżer Dodgers w latach 1954–1976, członek Baseball Hall of Fame                     | 5 czerwca 1978       |
|       | Sandy Koufax – miotacz, zawodnik Dodgers w latach 1955–1966, członek Baseball Hall of Fame             | 4 czerwca 1972       |
|       | Roy Campanella – łapacz, zawodnik Dodgers w latach 1948–1957                                           | 4 czerwca 1972       |
|       | Jackie Robinson – drugobazowy, zawodnik Dodgers w latach 1947–1956, członek Baseball Hall of Fame      | 4 czerwca 1972       |
|       | Don Drysdale – miotacz, zawodnik Dodgers w latach 1956–1969, członek Baseball Hall of Fame             | 1 lipca 1984         |